# Georges Sérès jr
Georges Sérès (París, 17 de novembre de 1918 - Boulogne-Billancourt, 25 de juny de 1983) va ser un ciclista francès, professional del 1939 al 1950. Es va especialitzar en el ciclisme en pista.
El seu pare Georges i el seu germà Arthur també van ser ciclistes professionals.

## Palmarès
- 1950
  -  Campió de França de mig fons